# 金陵镇 (新田县)
金陵镇，是中华人民共和国湖南省永州市新田县下辖的一个镇。

## 行政区划
金陵镇下辖以下地区：
龙珠村、傲头村、永桂城村、桥头村、天地山村、鸡公嘴村、千马坪村、磨刀岭村、金陵圩村、贺赐岭村、山林岗村、下兰冲村和土地塘村。